# Henry James Brooke
Henry James Brooke (Exeter, 25 maggio 1771 – Clapham, 26 giugno 1857) è stato un mineralogista e cristallografo inglese.

## Biografia
Brooke nacque a Exeter il 25 maggio 1771. Il padre era un produttore di panno di lana cotta.
Intraprese studi legali ma iniziò a lavorare presso una compagnia mineraria sudamericana e in seguito presso una compagnia assicuratrice.
La passione di Brooke era lo studio della mineralogia, della geologia, della botanica e delle scienze naturali. La sua vasta collezione di conchiglie, fossili e minerali, raccolta nei suoi viaggi, fu presentata all'Università di Cambridge. Nel 1815 parte della sua collezione fu donata al British Museum. Fu eletto membro della Geological Society nel 1815, della Linnean Society nel 1818, della Royal Society nel 1819 e della American Academy of Arts and Sciences nel 1825. Scoprì tredici nuove specie di minerali. 
Morì a Clapham Rise (nome antico di un sobborgo di Londra) il 26 giugno 1857 e fu sepolto a Londra nel cimitero di West Norwood. Il chirurgo Charles Brooke era suo figlio. Il minerale Brookite fu dedicato al suo nome.
Brooke pubblicò il libro A Familiar Introduction to Crystallography, oltre a vari articoli specialistici su minerali e cristalli, contribuendo in modo significativo allo sviluppo dell'argomento sull'Encyclopædia Metropolitana.

## Opere
- (EN) Henry James Brooke, A Familiar Introduction to Crystallography, Londra, 1823.